# Platanthera grandiflora
Platanthera grandiflora là một loài lan phân bố từ miền Đông Canada cho đến Wisconsin và dãy Appalachian.